# ترس (رمان)
ترس  (به انگلیسی: Fear) ‏ یک رمان روانشناسی در ژانر وحشت نوشته رون هابارد است که اولین بار در ژوئیه ۱۹۴۰ در مجله «آن نان فانتزی فیکشن» چاپ شد. در حالیکه قبلاً در مجله به چاپ می‌رسید، براساس شایعات در ۱۹۹۱ انتشارات بریج دستنوشته اصلی نویسنده را تصحیح کرد. این کتاب در رتبه دهم در فهرست خوانندگان صد رمان برتر به انتخاب کتابخانه مدرن قرار دارد.

## خلاصه داستان
جیمز لاوری که استاد دانشگاه است چنان به ارواح؛ جادوگران، یا شیاطین بی اعتقاد است که مقاله‌ای ر ا در روزنامه‌ای منتشر کرده و وجود آن‌ها را انکار می‌کند. دوستش تامی ویلیامز در مورد عکس العملهایی که نوشته اش ممکن است برانگیزد به او هشدار می‌دهد. در همان عصر بهاری کلاه او ناپدید می‌گردد. لاوری کشف می‌کند که چهار ساعت از زندگیش هم ناپدیدشده است. یک نیروی قدرتمند شیطانی تمام دنیای او را با نجوا کردن این جمله از طریق سایه‌ها علیه او می‌کند: «... اگر کلاهت را پیدا کنی، چهار ساعت زندگیت را هم خواهی یافت و اگر چهار ساعت زندگیت را پیدا کنی آنوقت خواهی مرد.»
لاوری حتی در رویاهایش که مربوط به شیاطین است فکر می‌کند شاید تامی با زن او مری رابطه دارد. لاوری مشغول زندگی روزانه اش می‌شود، ولی به‌طور فزاینده‌ای شیاطین، غولها و چیزهای عجیبی را می‌بیند. نصف شب توسط سایه‌هایی بیدار می‌شود که او را از تختخواب بیرون کشیده و به باغش که تبدیل به آشغالدانی وسیع و غیر عادی شده می‌برند. در این مرحله به طرف پایین پله کان مارپیچی درازی در وسط چمن خانه‌اش که به نظر می‌رسد ناپدید می‌شود هدایت می‌گردد. برای یافتن چهار ساعت گم کرده زندگی و کلاهش (که به نظر می‌رسد در همان زمان گم کرده‌است) به جستجو می‌پردازد. او هر دو را پیدا می‌کند و در یک چرخش داستان تشخیص می‌دهد در چهارساعت چه کاری انجام داده است، در اینجا خواننده متوجه می‌شود که او در ابتدای آن (چهار ساعت گم شده) دچار جنون بوده و بیشتر مطالبی را که خوانده‌اند هرگز اتفاق نیافتاده است.

## نظرات
گراف کانکلین با نقد اولین کتاب منتشر شده، آن را به عنوان «یک شاهکار کاملاً غیرمنتظره ادبیات وحشت» تحسین کرد. آنتونی بوچر و جی. فرانسیس مک کامو آن را به عنوان «یک رمان روانشناسانه تقریباً کامل وحشت، و بهترین نوشته‌ای که تاکنون از رون هابارد دیده‌ایم» توصیف کرد. ویلر گیلسون منتقد نیویورک تایمز گفت: «رمان پایان ترسناک و مهیبی دارد.»الجیس بادری نوشت: «رمان تأثیری غیرعادی در ذهن خوانندگانش گذاشت.» استیفن کینگ رمان ترس را به عنوان «داستان کلاسیک مورمورکننده، سورئالیسم تهدیدکننده و ترسناک» توصیف کرد.